# Europaspiele 2019/Turnen
Bei den Europaspielen 2019 in Minsk, Belarus, wurden vom 27. bis 30. Juni 2019 insgesamt zwölf Wettbewerbe im Turnen ausgetragen. Austragungsort war die Minsk-Arena.

## Bilanz

### Medaillenspiegel
| Platz | Land           | Gold | Silber | Bronze | Gesamt |
| ----- | -------------- | ---- | ------ | ------ | ------ |
| 01    | Russland       | 4    | 3      | 1      | 8      |
| 02    | Ukraine        | 2    | 2      | 5      | 9      |
| 03    | Armenien       | 1    | 1      | —      | 2      |
| 04    | Belgien        | 1    | —      | —      | 1      |
| 04    | Finnland       | 1    | —      | —      | 1      |
| 04    | Italien        | 1    | —      | —      | 1      |
| 04    | Litauen        | 1    | —      | —      | 1      |
| 04    | Slowenien      | 1    | —      | —      | 1      |
| 09    | Großbritannien | —    | 2      | —      | 2      |
| 10    | Türkei         | —    | 1      | 1      | 2      |
| 11    | Frankreich     | —    | 1      | —      | 1      |
| 11    | Tschechien     | —    | 1      | —      | 1      |
| 11    | Zypern         | —    | 1      | —      | 1      |
| 14    | Ungarn         | —    | —      | 2      | 2      |
| 14    | Belarus        | —    | —      | 2      | 2      |
| 16    | Schweden       | —    | —      | 1      | 1      |

### Medaillengewinner
Männer
| Disziplin       | Gold            | Silber               | Bronze               |
| --------------- | --------------- | -------------------- | -------------------- |
| Einzelmehrkampf | Dawid Beljawski | Oleh Wernjajew       | Wladislaw Poljaschow |
| Barren          | Oleh Wernjajew  | Marios Georgiou      | Ferhat Arıcan        |
| Boden           | Emil Soravuo    | Giarnni Regini-Moran | Petro Pachnjuk       |
| Pauschenpferd   | Dawid Beljawski | Oleh Wernjajew       | Andrej Lichawizki    |
| Reck            | Robert Tvorogal | Ahmet Önder          | Dávid Vecsernyés     |
| Ringe           | Marco Lodadio   | Wahagn Dawtjan       | Ihor Radiwilow       |
| Sprung          | Artur Dawtjan   | Dmitri Lankin        | Ihor Radiwilow       |

Frauen
| Disziplin       | Gold                    | Silber             | Bronze                  |
| --------------- | ----------------------- | ------------------ | ----------------------- |
| Einzelmehrkampf | Angelina Melnikowa      | Lorette Charpy     | Diana Warinska          |
| Boden           | Anastassija Batschynska | Aneta Holasová     | Jessica Castles         |
| Schwebebalken   | Nina Derwael            | Angelina Melnikowa | Diana Warinska          |
| Sprung          | Teja Belak              | Angelina Melnikowa | Sára Péter              |
| Stufenbarren    | Angelina Melnikowa      | Becky Downie       | Anastassija Alistratawa |